# Stavba
Stavba je zgradba, ki zapira prostore, vanjo je mogoče vstopiti in se uporablja za bivanje ljudi, živali ali shranjevanje stvari. Je struktura ki nima nujno sten ali kleti, ampak vedno streho, ki bolj ali manj stalno stoji na enem mestu, na primer hiša ali tovarna.
Stavbe so različnih velikosti, oblik in funkcij ter so bile skozi zgodovino prilagojene številnim dejavnikom, od razpoložljivih gradbenih materialov, vremenskim razmeram, cenam zemljišč, pogojem tal, specifični uporabi in estetskim razlogom. Za boljše razumevanje izraza stavba glej članek zgradba.
Stavbe služijo številnim družbenim potrebam - predvsem kot zavetje pred vremenskimi vplivi, varnostjo, življenjskim prostorom, zasebnostjo, shranjevanjem stvari in udobnim bivanjem in delom. Stavba kot zavetje predstavlja fizično delitev človeškega habitata (prostor udobja in varnosti) in zunanjosti (kraj, ki je včasih lahko oster in škodljiv).
V zadnjih letih je zanimanje za trajnostno načrtovanje in gradbene prakse postalo tudi namerni del procesa oblikovanja številnih novih stavb in drugih struktur.

## Definicija
Iz Zakona o graditvi objektov:
- stavba je objekt z enim ali več prostorov, v katere človek lahko vstopi in so namenjeni prebivanju ali opravljanju dejavnosti.
- nestanovanjska stavba, namenjena javni rabi, je stavba, katere raba je pod enakimi pogoji namenjena vsem kot je hotel, motel, gostilna in podobna nastanitvena stavba, banka, pošta, urad in podobna poslovna stavba, stavba za trgovino in storitve, stavba železniške in avtobusne postaje, letališča in pristaniškega terminala, postaja žičnice, garažna stavba in podobne stavbe za promet in komunikacije, stavba za razvedrilo, muzej, knjižnica, šolska stavba in druge stavbe za izobraževanje, stavba za bolnišnično ali zavodsko oskrbo, športna dvorana, stavba za čaščenje in opravljanje verskih dejavnosti in podobna nestanovanjska stavba.

Beseda stavba je tako samostalnik kot glagol: sama struktura in dejanje nastanka. Kot samostalnik je stavba »zgradba, ki ima streho in stene in stoji bolj ali manj stalno na enem mestu«; »na vogalu je bila trinadstropna stavba«; »to je bilo impozantno poslopje«. Beseda zgradba (tudi struktura) pa se uporablja širše kot stavba, vključno z naravnimi in umetnimi tvorbami in nima nujno sten. Struktura je bolj verjetno uporabljena za ograjo. Sturgisov slovar je vključeval, da se »[stavba] od arhitekture razlikuje po izključitvi vseh idej o umetniški obdelavi; od konstrukcije pa se razlikuje po zamisli o izključitvi znanstvene ali zelo spretne obdelave.« Kot glagol je stavba gradbeno dejanje.

## Zgodovina
Obstajajo jasni dokazi o gradnji doma iz okoli 18.000 let pred našim štetjem. Stavbe so postale običajne že v neolitiku.

## Tipi

### Stanovanjska stavba
Stanovanjske hiše za eno družino se najpogosteje imenujejo hiše ali domovi. Več družinske stanovanjske stavbe, ki vsebujejo več kot eno stanovanjsko enoto. Kondominij je stanovanje, ki ga ima stanovalec v lasti in ga ne oddaja. Hiše se lahko gradijo tudi v parih (dvojčki), na terasah, kjer imajo vse hiše razen dveh druge strani; Stanovanja so lahko zgrajena okrog dvorišč ali kot pravokotni bloki, obdani s kosom tal različnih velikosti. Hiše, ki so bile zgrajene kot eno samo stanovanje, se lahko kasneje razdelijo na več enot; lahko jih tudi pretvorimo v drugo uporabo, npr. pisarno ali trgovino.
Tipi stavb se lahko gibljejo od koč do več milijonov vrednih visokih stanovanjskih blokov, ki lahko sprejmejo na tisoče ljudi. Povečanje gostote poselitve v stavbah (in manjše razdalje med stavbami) je običajno odziv za visoke cene zemljišč, ki so posledica številnih ljudi, ki želijo živeti blizu dela ali podobnih atraktorjev. Pogosti gradbeni materiali so opeka, beton ali kombinacija katerega koli od njih s kamnom.
Stanovanjske stavbe imajo različna imena za uporabo, odvisno od tega, ali so sezonske, vključujejo počitniško hišo ali časovni zakup; velikost, na primer koča ali odlična hiša; vrednost, kot sta baraka ali dvorec; način gradnje, na primer brunarica ali mobilna hišica; bližina tal, na primer hiša, zaščitena z zemljo, hiša na kolih ali hiša na drevesu. Tudi če stanovalci potrebujejo posebno nego, na primer dom za ostarele, sirotišnica ali zapor; ali v skupinskih stanovanjih, kot so vojašnice ali dormitoriji.
V preteklosti je veliko ljudi živelo v skupnih stavbah, imenovanih dolga hipa, v manjših jamskih bivališčih in hiše v kombinaciji s hlevi.
Stavbe so opredeljene kot obsežne in stalne strukture, zato so druge oblike bivanja, kot so stanovanja -ladje, jurte in avtodomi, … stanovanja, ne pa stavbe.

### Kompleks
Včasih se skupina med seboj povezanih (in morda med seboj stikajočih) stavb imenuje kompleks - na primer stanovanjski kompleks , izobraževalni kompleks , bolnišnični kompleks itd.

## Oblikovanje
Praksa načrtovanja, gradnje in upravljanja stavb je običajno skupni trud različnih skupin strokovnjakov in obrtnikov. Odvisno od velikosti, kompleksnosti in namena določenega gradbenega projekta lahko projektna skupina vključuje:
- razvijalec nepremičnin, ki zagotavlja sredstva za projekt;
- Ena ali več finančnih institucij ali drugih vlagateljev, ki zagotavljajo financiranje
- Lokalni organi za načrtovanje in kodiranje
- geodet, ki izvaja ALTA / ACSM in gradbene raziskave v celotnem projektu;
- vodje gradnje, ki usklajujejo prizadevanja različnih skupin udeležencev projekta;
- pooblaščeni arhitekti in inženirji, ki zagotavljajo projektiranje stavb in pripravljajo gradbeno dokumentacijo;
- Glavne inženirske discipline, ki običajno vključujejo naslednje strokovnjake: civilne, strukturne, mehanske gradbene storitve (ogrevanje, prezračevanje in klimatizacija) Električne zgradbe, vodovodne in kanalizacijske storitve. Vključeni so lahko tudi drugi možni strokovnjaki inženirjev projektiranja, kot so požarna varnost, akustika, fasadni inženirji, gradbena fizika, telekomunikacije, AV (avdiovizualni), sistemi za upravljanje stavb, avtomatski nadzor itd. Ti inženirji projektiranja pripravljajo posebno gradbeno dokumentacijo.
- krajinski arhitekti;
- notranji oblikovalci;
- drugi svetovalci;
- Izvajalci, ki opravljajo gradbene storitve in vgrajujejo stavbne sisteme, kot so klimatska naprava, elektrika, vodovod, dekoracija, požarna zaščita, varnost in telekomunikacije;
- zastopniki za trženje ali najem;
- Upravljavci objektov, ki so odgovorni za upravljanje stavbe.

Ne glede na njihovo velikost in predvideno uporabo morajo vse stavbe v skladu z uredbami o določanju območij, gradbenimi predpisi in drugimi predpisi, kot so požarni zakoni, kodeksi za varnost življenja in s tem povezani standardi.

## Glede na obliko
Obstajajo samostoječe stavbe (hiše), pa tudi dvojčki in skupine hiš v odprti gradnji. Gradbeni ansambli so sestavljeni iz več posameznih stavb. V zaprtem razvoju se posamezna stavba ne pojavlja več tako jasno kot en sam objekt, ampak več stavb skupaj tvori gradnik (obdan z ulicami), stavbni kompleks ali večji element urbane strukture; kljub temu se razlikuje med sprednjimi, prečnimi in zadnjimi stavbami ter med vogalnimi in osrednjimi stavbami.

## S pravnega vidika
V javnem stavbnem pravu: javne stavbe, zasebne stavbe, kmetijska gospodarska poslopja, velikost in razred stavbe itd.

## V skladu z energetskimi standardi
Obstajajo nizkoenergijske hiše, pasivne hiše in tako imenovane hiše z dodatno energijo. To so različni energetski standardi, ki dajejo izjavo o energetskih potrebah stavbe.

## Zanimivost
Največja stavba na svetu je globalni center New Century v Čengduju na Kitajskem, ki je bil odprt leta 2013. Visok je 100 metrov, dolg približno 500 metrov in širok 400 metrov. V notranjosti so hoteli, nakupovalne ulice in vodni park. 
Najdaljša stavba je nekdanja KdF-Seebad Rügen v Prori.